# Giuseppe Tantillo
Giuseppe Tantillo (Palermo, 30 luglio 1983) è un attore italiano.

## Biografia
Si diploma all'Accademia nazionale d'arte drammatica di Roma. Negli anni si forma e collabora, tra gli altri, con Lorenzo Salveti, Mario Ferrero, Luca Ronconi e Armando Pugliese. Prosegue la sua carriera dividendosi tra teatro, cinema e televisione.
Sul grande schermo è uno dei protagonisti del film L'estate sta finendo di Stefano Tummolini, in concorso alla 49ª Mostra Internazionale del nuovo cinema di Pesaro ed è diretto da Emma Dante nel film Via castellana Bandiera, in concorso alla 70ª Mostra del Cinema di Venezia. 
In televisione prende parte a numerose serie televisive, tra cui Squadra Antimafia 5 dove interpreta il giornalista Domenico Schiavone, Il bosco nel ruolo di Leonardo, e Romanzo Siciliano nel ruolo del carabiniere scelto Bruno Azzarello, accanto a Fabrizio Bentivoglio, per la regia di Lucio Pellegrini.
Nel 2016 vince il Premio Vincenzo Cerami come miglior attore giovane per lo spettacolo Nessun luogo è lontano di Giampiero Rappa.
Dal 2013 all’attività di attore affianca quella di regista e drammaturgo. Con il suo primo testo Best friend riceve una Segnalazione speciale al 52º Premio Riccione.

## Filmografia

### Cinema
- Via Castellana Bandiera, regia di Emma Dante (2013)
- L'estate sta finendo, regia di Stefano Tummolini (2014)
- Iddu - L'ultimo padrino,  regia di Fabio Grassadonia e Antonio Piazza (2024)

### Televisione
- Paolo Borsellino, regia di Gianluca Maria Tavarelli – miniserie TV (2004)
- Simuladores, regia di Lucio Pellegrini (2006)
- Il figlio della luna, regia di Gianfranco Albano – film TV (2007)
- Carnezzeria, regia di Emma Dante (2011)
- R.I.S. Roma 3 - Delitti imperfetti, regia di  Francesco Miccichè – serie TV, episodio 3x07 (2012)
- Un passo dal cielo 2, regia di Riccardo Donna – serie TV (2012)
- Squadra antimafia 5, regia di Beniamino Catena – serie TV, 8 episodi (2013)
- Il bosco, regia di Eros Puglielli – miniserie TV (2013)
- Romanzo siciliano, regia di Lucio Pellegrini – serie TV (2016)
- Donne, regia di Emanuele Imbucci – film TV (2016)[6]
- Tutto può succedere 3, regia di Lucio Pellegrini – serie TV (2017)
- Il cacciatore, regia di Davide Marengo e Fabio Paladini – serie TV, episodi 3x04-3x05 (2021)
- Mare fuori, regia di Milena Cocozza, Ivan Silvestrini e Ludovico Di Martino – serie TV, 18 episodi (2021-2024, guest 2025)
- L'Ora - Inchiostro contro piombo, regia di Piero Messina, Ciro D'Emilio, Stefano Lorenzi – serie TV (2022)
- Maria Corleone, regia di Mauro Mancini - serie TV, 7 episodi (2023)

## Teatrografia
- C’era una volta l'America, regia di Mario Ferrero (2006)
- Camere da letto... e altri luoghi regia di Massimiliano Farau (2007)
- La cucina di Arnold Wesker regia di Armando Pugliese (2007)
- Discarica regia di Silvano Spada (2008)
- Perversioni sessuali a Chicago di David Mamet regia di Massimiliano Farau (2008)[7]
- Noi quattro regia di Massimiliano Farau (2009)
- Altri amori regia di Daniele Muratore (2010)
- Best friend regia di Giuseppe Tantillo e Daniele Muratore (2015)[8]
- Nessun luogo è lontano testo e regia di Giampiero Rappa (2016)
- Senza glutine regia di Giuseppe Tantillo e Daniele Muratore (2017)[9]
- The effect di Lucy Prebble regia di Silvio Peroni (2018)